# Preliminariile Campionatului European de Fotbal 1996
Preliminariile Campionatului European de Fotbal 1996 au avut loc între anii 1994 și 1995. 47 de echipe împărțite în 8 grupe au participat.
Angliei s-a calificat automat la turneul final din postura de gazdă a competiției.

## Tragerea la sorți
Tragerea la sorți a avut loc pe 22 ianuarie 1994, în Manchester, Anglia.
| Urna 1                                                                                        | Urna 2                                                                                 | Urna 3                                                                                          |
| --------------------------------------------------------------------------------------------- | -------------------------------------------------------------------------------------- | ----------------------------------------------------------------------------------------------- |
| - Danemarca - Italia - Germania - Franța - Țările de Jos - Rusia - Republica Irlanda - Suedia | - Norvegia - Grecia - Portugalia - Spania - Elveția - Țara Galilor - România - Ucraina | - Bulgaria - Belgia - Scoția - Irlanda de Nord - Polonia - Ungaria - Cehia - Croația            |
| Urna 4                                                                                        | Urna 5                                                                                 | Urna 6                                                                                          |
| - Austria - Israel - Macedonia de Nord - Finlanda - Islanda - Georgia - Belarus - Lituania    | - Turcia - Letonia - Albania - Cipru - Malta - Insulele Feroe - Estonia - Slovacia     | - Luxemburg - San Marino - Liechtenstein - Slovenia - Republica Moldova - Armenia - Azerbaidjan |

## Grupe

### Grupa 1
| Echipa      | M  | V | R | Î | GM | GP | GD  | Pt |
| ----------- | -- | - | - | - | -- | -- | --- | -- |
| România     | 10 | 6 | 3 | 1 | 18 | 9  | +9  | 21 |
| Franța      | 10 | 5 | 5 | 0 | 22 | 2  | +20 | 20 |
| Slovacia    | 10 | 4 | 2 | 4 | 14 | 18 | −4  | 14 |
| Polonia     | 10 | 3 | 4 | 3 | 14 | 12 | +2  | 13 |
| Israel      | 10 | 3 | 3 | 4 | 13 | 13 | 0   | 12 |
| Azerbaidjan | 10 | 0 | 1 | 9 | 2  | 29 | −27 | 1  |

|             | Azerbaidjan | Franța | Israel | Polonia | România | Slovacia |
| ----------- | ----------- | ------ | ------ | ------- | ------- | -------- |
| Azerbaidjan | –           | 0–2    | 0–2    | 0–0     | 1–4     | 0–1      |
| Franța      | 10–0        | –      | 2–0    | 1–1     | 0–0     | 4–0      |
| Israel      | 2–0         | 0–0    | –      | 2–1     | 1–1     | 2–2      |
| Polonia     | 1–0         | 0–0    | 4–3    | –       | 0–0     | 5–0      |
| România     | 3–0         | 1–3    | 2–1    | 2–1     | –       | 3–2      |
| Slovacia    | 4–1         | 0–0    | 1–0    | 4–1     | 0–2     | –        |

### Grupa 2
| Echipa            | M  | V | R | Î | GM | GP | GD  | Pt |
| ----------------- | -- | - | - | - | -- | -- | --- | -- |
| Spania            | 10 | 8 | 2 | 0 | 25 | 4  | +21 | 26 |
| Danemarca         | 10 | 6 | 3 | 1 | 19 | 9  | +10 | 21 |
| Belgia            | 10 | 4 | 3 | 3 | 17 | 13 | +4  | 15 |
| Macedonia de Nord | 10 | 1 | 4 | 5 | 9  | 18 | −9  | 7  |
| Cipru             | 10 | 1 | 4 | 5 | 6  | 20 | −14 | 7  |
| Armenia           | 10 | 1 | 2 | 7 | 5  | 17 | −12 | 5  |

|                   | Armenia | Belgia | Cipru | Danemarca | Macedonia de Nord | Spania |
| ----------------- | ------- | ------ | ----- | --------- | ----------------- | ------ |
| Armenia           | –       | 0–2    | 0–0   | 0–2       | 2–2               | 0–2    |
| Belgia            | 2–0     | –      | 2–0   | 1–3       | 1–1               | 1–4    |
| Cipru             | 2–0     | 1–1    | –     | 1–1       | 1–1               | 1–2    |
| Danemarca         | 3–1     | 3–1    | 4–0   | –         | 1–0               | 1–1    |
| Macedonia de Nord | 1–2     | 0–5    | 3–0   | 1–1       | –                 | 0–2    |
| Spania            | 1–0     | 1–1    | 6–0   | 3–0       | 3–0               | –      |

### Grupa 3
| Echipa  | M | V | R | Î | GM | GP | GD | Pt |
| ------- | - | - | - | - | -- | -- | -- | -- |
| Elveția | 8 | 5 | 2 | 1 | 15 | 7  | +8 | 17 |
| Turcia  | 8 | 4 | 3 | 1 | 16 | 8  | +8 | 15 |
| Suedia  | 8 | 2 | 3 | 3 | 9  | 10 | −1 | 9  |
| Ungaria | 8 | 2 | 2 | 4 | 7  | 13 | −6 | 8  |
| Islanda | 8 | 1 | 2 | 5 | 3  | 12 | −9 | 5  |

|         | Ungaria | Islanda | Suedia | Elveția | Turcia |
| ------- | ------- | ------- | ------ | ------- | ------ |
| Ungaria | –       | 1–0     | 1–0    | 2–2     | 2–2    |
| Islanda | 2–1     | –       | 0–1    | 0–2     | 0–0    |
| Suedia  | 2–0     | 1–1     | –      | 0–0     | 2–2    |
| Elveția | 3–0     | 1–0     | 4–2    | –       | 1–2    |
| Turcia  | 2–0     | 5–0     | 2–1    | 1–2     | –      |

### Grupa 4
| Echipa   | M  | V | R | Î  | GM | GP | GD  | Pt |
| -------- | -- | - | - | -- | -- | -- | --- | -- |
| Croația  | 10 | 7 | 2 | 1  | 22 | 5  | +17 | 23 |
| Italia   | 10 | 7 | 2 | 1  | 20 | 6  | +14 | 23 |
| Lituania | 10 | 5 | 1 | 4  | 13 | 12 | +1  | 16 |
| Ucraina  | 10 | 4 | 1 | 5  | 11 | 15 | −4  | 13 |
| Slovenia | 10 | 3 | 2 | 5  | 13 | 13 | 0   | 11 |
| Estonia  | 10 | 0 | 0 | 10 | 3  | 31 | −28 | 0  |

|          | Croația | Estonia | Italia | Lituania | Slovenia | Ucraina |
| -------- | ------- | ------- | ------ | -------- | -------- | ------- |
| Croația  | –       | 7–1     | 1–1    | 2–0      | 2–0      | 4–0     |
| Estonia  | 0–2     | –       | 0–2    | 0–1      | 1–3      | 0–1     |
| Italia   | 1–2     | 4–1     | –      | 4–0      | 1–0      | 3–1     |
| Lituania | 0–0     | 5–0     | 0–1    | –        | 2–1      | 1–3     |
| Slovenia | 1–2     | 3–0     | 1–1    | 1–2      | –        | 3–2     |
| Ucraina  | 1–0     | 3–0     | 0–2    | 0–2      | 0–0      | –       |

### Grupa 5
| Echipa        | M  | V | R | Î | GM | GP | GD  | Pt |
| ------------- | -- | - | - | - | -- | -- | --- | -- |
| Cehia         | 10 | 6 | 3 | 1 | 21 | 6  | +15 | 21 |
| Țările de Jos | 10 | 6 | 2 | 2 | 23 | 5  | +18 | 20 |
| Norvegia      | 10 | 6 | 2 | 2 | 17 | 7  | +10 | 20 |
| Belarus       | 10 | 3 | 2 | 5 | 8  | 13 | −5  | 11 |
| Luxemburg     | 10 | 3 | 1 | 6 | 3  | 21 | −18 | 10 |
| Malta         | 10 | 0 | 2 | 8 | 2  | 22 | −20 | 2  |

|               | Belarus | Cehia | Luxemburg | Malta | Țările de Jos | Norvegia |
| ------------- | ------- | ----- | --------- | ----- | ------------- | -------- |
| Belarus       | –       | 0–2   | 2–0       | 1–1   | 1–0           | 0–4      |
| Cehia         | 4–2     | –     | 3–0       | 6–1   | 3–1           | 2–0      |
| Luxemburg     | 0–0     | 1–0   | –         | 1–0   | 0–4           | 0–2      |
| Malta         | 0–2     | 0–0   | 0–1       | –     | 0–4           | 0–1      |
| Țările de Jos | 1–0     | 0–0   | 5–0       | 4–0   | –             | 3–0      |
| Norvegia      | 1–0     | 1–1   | 5–0       | 2–0   | 1–1           | –        |

### Grupa 6
| Echipa            | M  | V | R | Î | GM | GP | GD  | Pt |
| ----------------- | -- | - | - | - | -- | -- | --- | -- |
| Portugalia        | 10 | 7 | 2 | 1 | 29 | 7  | +22 | 23 |
| Republica Irlanda | 10 | 5 | 2 | 3 | 17 | 11 | +6  | 17 |
| Irlanda de Nord   | 10 | 5 | 2 | 3 | 20 | 15 | +5  | 17 |
| Austria           | 10 | 5 | 1 | 4 | 29 | 14 | +15 | 16 |
| Letonia           | 10 | 4 | 0 | 6 | 11 | 20 | −9  | 12 |
| Liechtenstein     | 10 | 0 | 1 | 9 | 1  | 40 | −39 | 1  |

|                   | Austria | Letonia | Liechtenstein | Irlanda de Nord | Portugalia | Republica Irlanda |
| ----------------- | ------- | ------- | ------------- | --------------- | ---------- | ----------------- |
| Austria           | –       | 5–0     | 7–0           | 1–2             | 1–1        | 3–1               |
| Letonia           | 3–2     | –       | 1–0           | 0–1             | 1–3        | 0–3               |
| Liechtenstein     | 0–4     | 0–1     | –             | 0–4             | 0–7        | 0–0               |
| Irlanda de Nord   | 5–3     | 1–2     | 4–1           | –               | 1–2        | 0–4               |
| Portugalia        | 1–0     | 3–2     | 8–0           | 1–1             | –          | 3–0               |
| Republica Irlanda | 1–3     | 2–1     | 4–0           | 1–1             | 1–0        | –                 |

### Grupa 7
| Echipa            | M  | V | R | Î | GM | GP | GD  | Pt |
| ----------------- | -- | - | - | - | -- | -- | --- | -- |
| Germania          | 10 | 8 | 1 | 1 | 27 | 10 | +17 | 25 |
| Bulgaria          | 10 | 7 | 1 | 2 | 24 | 10 | +14 | 22 |
| Georgia           | 10 | 5 | 0 | 5 | 14 | 13 | +1  | 15 |
| Republica Moldova | 10 | 3 | 0 | 7 | 11 | 27 | −16 | 9  |
| Albania           | 10 | 2 | 2 | 6 | 10 | 16 | −6  | 8  |
| Țara Galilor      | 10 | 2 | 2 | 6 | 9  | 19 | −10 | 8  |

|                   | Albania | Bulgaria | Georgia | Germania | Republica Moldova | Țara Galilor |
| ----------------- | ------- | -------- | ------- | -------- | ----------------- | ------------ |
| Albania           | –       | 1–1      | 0–1     | 1–2      | 3–0               | 1–1          |
| Bulgaria          | 3–0     | –        | 2–0     | 3–2      | 4–1               | 3–1          |
| Georgia           | 2–0     | 2–1      | –       | 0–2      | 0–1               | 5–0          |
| Germania          | 2–1     | 3–1      | 4–1     | –        | 6–1               | 1–1          |
| Republica Moldova | 2–3     | 0–3      | 3–2     | 0–3      | –                 | 3–2          |
| Țara Galilor      | 2–0     | 0–3      | 0–1     | 1–2      | 1–0               | –            |

### Grupa 8
| Echipa         | M  | V | R | Î  | GM | GP | GD  | Pt |
| -------------- | -- | - | - | -- | -- | -- | --- | -- |
| Rusia          | 10 | 8 | 2 | 0  | 34 | 5  | +29 | 26 |
| Scoția         | 10 | 7 | 2 | 1  | 19 | 3  | +16 | 23 |
| Grecia         | 10 | 6 | 0 | 4  | 23 | 9  | +14 | 18 |
| Finlanda       | 10 | 5 | 0 | 5  | 18 | 18 | 0   | 15 |
| Insulele Feroe | 10 | 2 | 0 | 8  | 10 | 35 | −25 | 6  |
| San Marino     | 10 | 0 | 0 | 10 | 2  | 36 | −34 | 0  |

|                | Insulele Feroe | Finlanda | Grecia | Rusia | San Marino | Scoția |
| -------------- | -------------- | -------- | ------ | ----- | ---------- | ------ |
| Insulele Feroe | –              | 0–4      | 1–5    | 2–5   | 3–0        | 0–2    |
| Finlanda       | 5–0            | –        | 2–1    | 0–6   | 4–1        | 0–2    |
| Grecia         | 5–0            | 4–0      | –      | 0–3   | 2–0        | 1–0    |
| Rusia          | 3–0            | 3–1      | 2–1    | –     | 4–0        | 0–0    |
| San Marino     | 1–3            | 0–2      | 0–4    | 0–7   | –          | 0–2    |
| Scoția         | 5–1            | 1–0      | 1–0    | 1–1   | 5–0        | –      |

## Best runner-up
| Legend                                        |
| --------------------------------------------- |
| Country that advanced to the final tournament |
| Countries that advanced to the play-offs      |

| Grp | Team              | M | W | R | Î | GM | GP | GD | Pt |
| --- | ----------------- | - | - | - | - | -- | -- | -- | -- |
| 4   | Italia            | 6 | 4 | 1 | 1 | 12 | 4  | +8 | 13 |
| 7   | Bulgaria          | 6 | 4 | 0 | 2 | 14 | 8  | +6 | 12 |
| 3   | Turcia            | 6 | 3 | 2 | 1 | 11 | 8  | +3 | 11 |
| 8   | Scoția            | 6 | 3 | 2 | 1 | 5  | 2  | +3 | 11 |
| 2   | Danemarca         | 6 | 3 | 2 | 1 | 9  | 7  | +2 | 11 |
| 1   | Franța            | 6 | 2 | 4 | 0 | 8  | 2  | +6 | 10 |
| 5   | Țările de Jos     | 6 | 2 | 2 | 2 | 6  | 5  | +1 | 8  |
| 6   | Republica Irlanda | 6 | 2 | 1 | 3 | 8  | 10 | −2 | 7  |

## Play-offuri
| Republica Irlanda | 0 – 2  | Țările de Jos     |
| ----------------- | ------ | ----------------- |
|                   | Report | Kluivert 29', 88' |

## Topul marcatorilor
12 goluri
- Davor Šuker